# Un lustro inyectando ruido positivo
Albums de Antidoping
Búscalo
(1996) Antidoping En San Cris
(2002)
Un lustro inyectando ruido positivo est le deuxième album du groupe mexicain Antidoping, sorti en 1998.

## Liste des titres
1. Mar
2. Planeta
3. Roots, Rock, Reggae
4. Dub
5. New Generation
6. Sr. K
7. Vida
8. Frack De Costal
9. Creador
10. Juego A Muerte
11. Summer Time
12. Lola